# Обманутый возлюбленный
«Обманутый возлюбленный» или (хинди सनम बेवफ़ा, Sanam Bewafa) — индийская драма,
снятая на языке хинди и вышедшая в прокат в Индии 11 января 1991 года. Фильм занял пятое место в пятёрке хитов года в Индии.

## Сюжет
Сын помещика Салман (Салман Хан), объезжая норовистого жеребца, знакомится с дочерью соседа-помещика, Руксар (Чандни). Дома он обнаруживает в своём кармане её жемчужный натх (украшение для носа) и, надев чадру, отправляется к ней домой под видом её подруги, чтобы вернуть его. Чувствуя, что влюблены, они стараются видеться как можно чаще. Хотя Руксар находится под присмотром строгого брата, ей всё же удаётся иногда прийти на встречу с Салманом в лес. Но они ещё не знают что их семьи враждуют. Наконец Салман рассказывает своему отцу Шер Хану (Дэнни Дензонгпа), что нашёл невесту. Шер Хана перспектива породниться с врагом совсем не радует, но из любви к сыну он соглашается на брак. Дядя Салмана отправляется свататься в дом соседей. Но отец Руксар, Фатех Хан (Пран), отказывает ему и выгоняет его прочь. Узнав об этом, Шер Хан решает сам поговорить с отцом девушки, но застаёт дома только её бабушку, которая, узнав о любви Руксар, убеждает Фатеха согласиться на свадьбу. Но тот, чтобы унизить Шер Хана, требует слишком высокую плату за невесту. Шер Хан, подавив в себе гордость, соглашается, но при этом решает отомстить врагу за унижение. На следующий день после свадьбы он вешает Руксар на шею ожерелье из денежных пачек и отправляет её назад. После этого вражда двух семей разгорается ещё сильней…

## В ролях
- Салман Хан — Салман
- Чандни — Руксар
- Дэнни Дензонгпа — Шерхан, отец Салмана
- Пран — Фатех Хан, отец Руксар
- Дина Патхак — бабушка Руксар

## Сауднтрек
| №  | Название                     | Исполнители                   | Длительность |
| -- | ---------------------------- | ----------------------------- | ------------ |
| 1. | «Choori Maza Na Degi»        | Лата Мангешкар                | 6:50         |
| 2. | «Mujhe Allah Ki Kasam»       | Випин Сачдева, Лата Мангешкар | 6:15         |
| 3. | «Angoor Ka Daana Hoon»       | Кавита Кришнамурти            | 6:35         |
| 4. | «Jiske Aage Ji»              | Лата Мангешкар                | 6:00         |
| 5. | «Allah Karam Karna»          | Лата Мангешкар                | 6:05         |
| 6. | «Sanam Bewafa»               | Лата Мангешкар, Випин Сачдева | 6:02         |
| 7. | «Beirada Nazar Mil Gayee To» | Випин Сачдева                 | 5:30         |
| 8. | «Meri Jaan Chali»            | Вивек Верма                   | 6:30         |
| 9. | «O Hare Dupatte Wali»        | Випин Сачдева                 | 5:50         |

## Награды
- Filmfare Award за лучшую мужскую роль второго плана — Дэнни Дензонгпа